# Сан Виторе Олона
Сан Вито̀ре Оло̀на (на италиански: San Vittore Olona, на западноломбардски: San Vitùr, Сан Витур) е градче и община в Северна Италия, провинция Милано, регион Ломбардия. Разположено е на 190 m надморска височина. Населението на общината е 8285 души (към 2010 г.).